# Franz Diener (Boxer)
Franz Diener (* 2. Juni 1901 in Bibra; † 21. April 1969 in West-Berlin) war ein deutscher Schwergewichts-Boxer und Gastronom.

## Karriere
Dieners wichtigste Boxkämpfe, unter anderem im Berliner Sportpalast und im Madison Square Garden, fanden in der zweiten Hälfte der 1920er Jahre statt. Sein Trainer war Sabri Mahir.
Er wurde 1926 durch einen Punktsieg über 15 Runden gegen Paul Samson-Körner Deutscher Meister im Schwergewicht; dieser Titel wurde ihm aberkannt. 1927 konnte er den Titel erneut erringen im Kampf über 15 Runden gegen Rudi Wagener, den er ebenfalls durch Punktsieg gewann. Am 4. April 1928 verlor Diener den Meistertitel durch Punktniederlage an Max Schmeling. Dieners Beiname „Die deutsche Eiche“ wurde zum umgangssprachlich festen Begriff.

## Nach der Sportkarriere
Nach 1945 lebte und wirkte der gelernte Fleischer in seiner Geburtsstadt Bad Bibra und baute eine Wurst- und Fleischwarenfabrik auf. Auch führte Diener als Gastwirt bis 1954 die Geschäfte der örtlichen Schwimmbad-Gaststätte.
Wegen angeblicher „Wirtschaftsverbrechen“ – ein zur DDR-Zeit von den Behörden oft benutzter, weil nur selten widerlegbarer staatlicher Vorwurf – wurde Diener 1951 verhaftet und inhaftiert. 1954 flüchtete er nach West-Berlin.

## KünstlerlokalFranz Diener

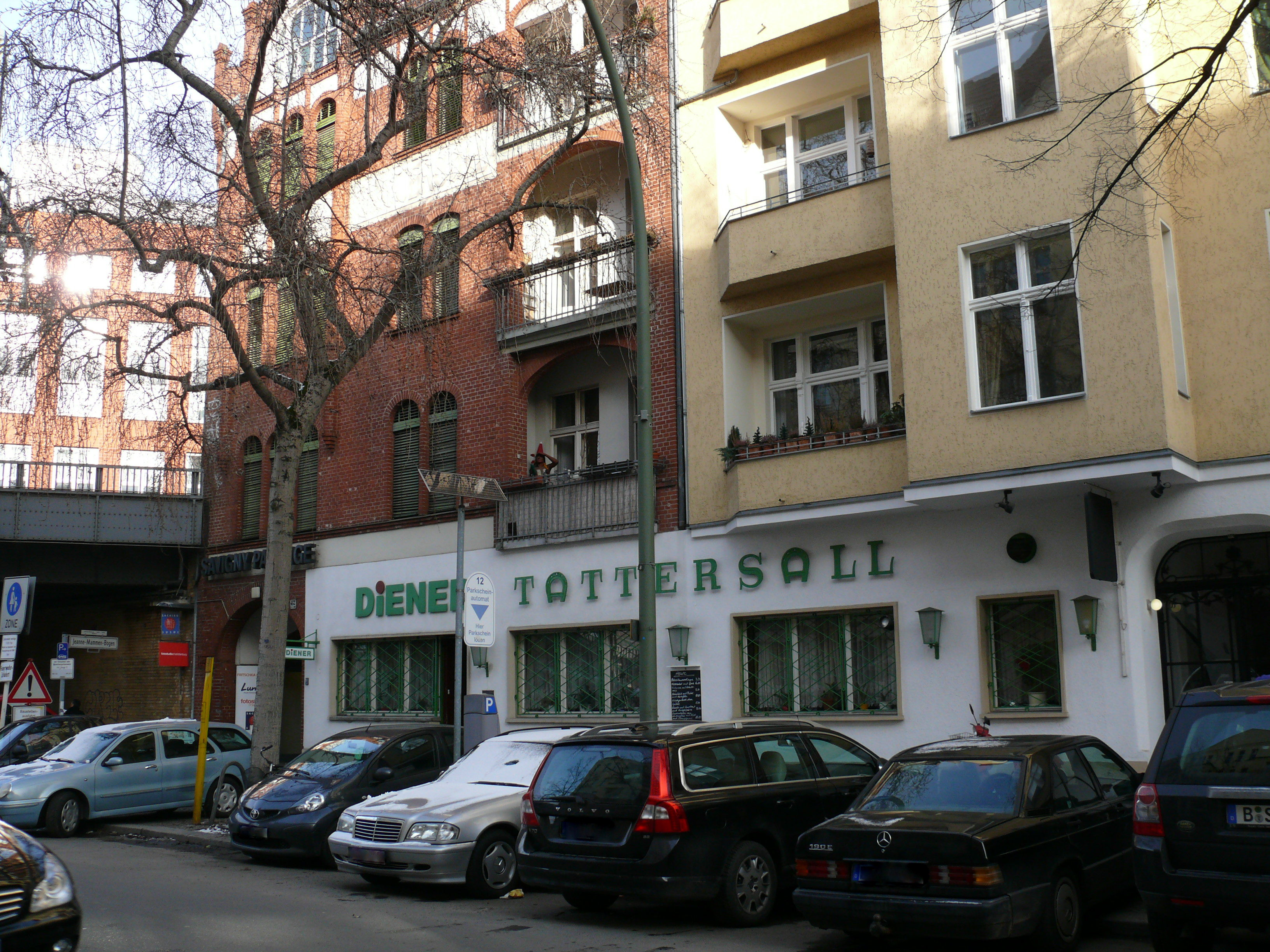
Von Diener betriebenes Künstlerlokal in der Grolmanstraße in Berlin-Charlottenburg

Der gelernte Fleischer Diener betrieb in Charlottenburg von 1954 bis zu seinem Tod 1969 die Gaststätte „Tattersall“, ein bis heute bestehendes Künstlerlokal in der Grolmanstraße, nahe dem Savignyplatz, das er in „Franz Diener“ umbenannte. Zu seinen Stammgästen gehörten Prominente wie Hans Albers, Romy Schneider, Robert Biberti von den Comedian Harmonists und Harald Juhnke.

## Tod
Franz Diener starb 1969 im Alter von 67 Jahren in Berlin. Beigesetzt wurde er auf dem Kaiser-Wilhelm-Gedächtnis-Friedhof in Westend. Das Grab ist nicht erhalten.

## Zitate
„Beim Boxen ist es wie in der Liebe, man muss den Gegner da treffen, wo es weh tut.“

## Varia
- In Dieners Geburtsstadt gibt es ihm zu Ehren im Alten Rathaus die Dauerausstellung „Franz Diener – Boxerlegende aus Bad Bibra“.
- Sein Wohnhaus neben seiner einstigen Wurstfabrik in Bad Bibra besteht bis heute (2017), dort erinnert eine Tafel an ihn.[5]